# Pheidole sykesii
Pheidole sykesii är en myrart som beskrevs av Auguste-Henri Forel 1902. Pheidole sykesii ingår i släktet Pheidole och familjen myror. Inga underarter finns listade i Catalogue of Life.